# إنتاجات تسوبورايا
إنتاجات تسوبورايا (円谷プロダクション، Tsuburaya Purodakushon) واختصارها تسوبرو (ツプロ، Tsupuro ) هي استوديو ياباني متخصص في المؤثرات الخاصة، أسسه مدير المؤثرات الخاصة إيجي تسوبورايا عام 1963، وأدارته عائلته حتى أكتوبر 2007، حين باعت الشركة لشركة الإعلانات TYO Inc ,اشتهر الاستوديو بإنتاج سلسلة الترا ,ومنذ عام 2007 أصبح مقره الرئيسي في هاتشيمانياما سيتاجايا في طوكيو